# Johannes Meisenheimer
Johannes Meisenheimer (* 30. Juni 1873 in Griesheim am Main; † 24. Februar 1933 in Leipzig) war ein deutscher Zoologe.

## Leben
Meisenheimer studierte unter Eugen Korschelt an den Universitäten zu Heidelberg und Marburg. Er promovierte 1897 und habilitierte 1899 in Marburg. 1907 wurde er dort außerordentlicher Professor, bis er 1910 eine Professur in Jena und 1914 schließlich den Ruf nach Leipzig als Nachfolger von Carl Chun erhielt. 1915 wurde er zum ordentlichen Mitglied der Sächsischen Akademie der Wissenschaften und 1921 zum korrespondierenden Mitglied der Göttinger Akademie der Wissenschaften gewählt.
Sein Hauptarbeitsgebiet war die Entwicklungsgeschichte der Mollusken, insbesondere die der Pteropoden und Pantopoden.
Er war der Bruder von Jakob Meisenheimer.

## Veröffentlichungen
- Entwicklungsgeschichte der Tiere, Leipzig 1908.
- Die Weinbergschnecke Helix pomatia L., Leipzig 1912.
- Geschlecht und Geschlechter, Jena 1921/1930.
- Die Vererbungslehre in gemeinverständlicher Darstellung ihres Inhalts, Jena 1923.